# Auenstraße
Die Auenstraße ist eine Innerortsstraße in der Isarvorstadt im Münchner Glockenbachviertel. Sie führt von der Erhardtstraße zur Ehrengutstraße.
An ihr liegt die Stadtpfarrkirche St. Maximilian zwischen der Wittelsbacherstraße und der Auenstraße. An der Auenstraße 1, 2/2a, 8, 10, 14, 23, 25/27, 31, 33, 37, 72, 84, 86, 88/90 sowie 98 liegen Baudenkmäler (siehe auch: Liste der Baudenkmäler in der Isarvorstadt). In der Auenstraße 15 wurde 2018 ein Erinnerungszeichen für Opfer des NS-Regimes in München an der ehemaligen Wohnung von Therese Kühner angebracht. An der Auenstraße 19 liegt das ehemalige Vereinsheim des TSV 1860 München, das heute die Boxabteilung des Vereins beherbergt.

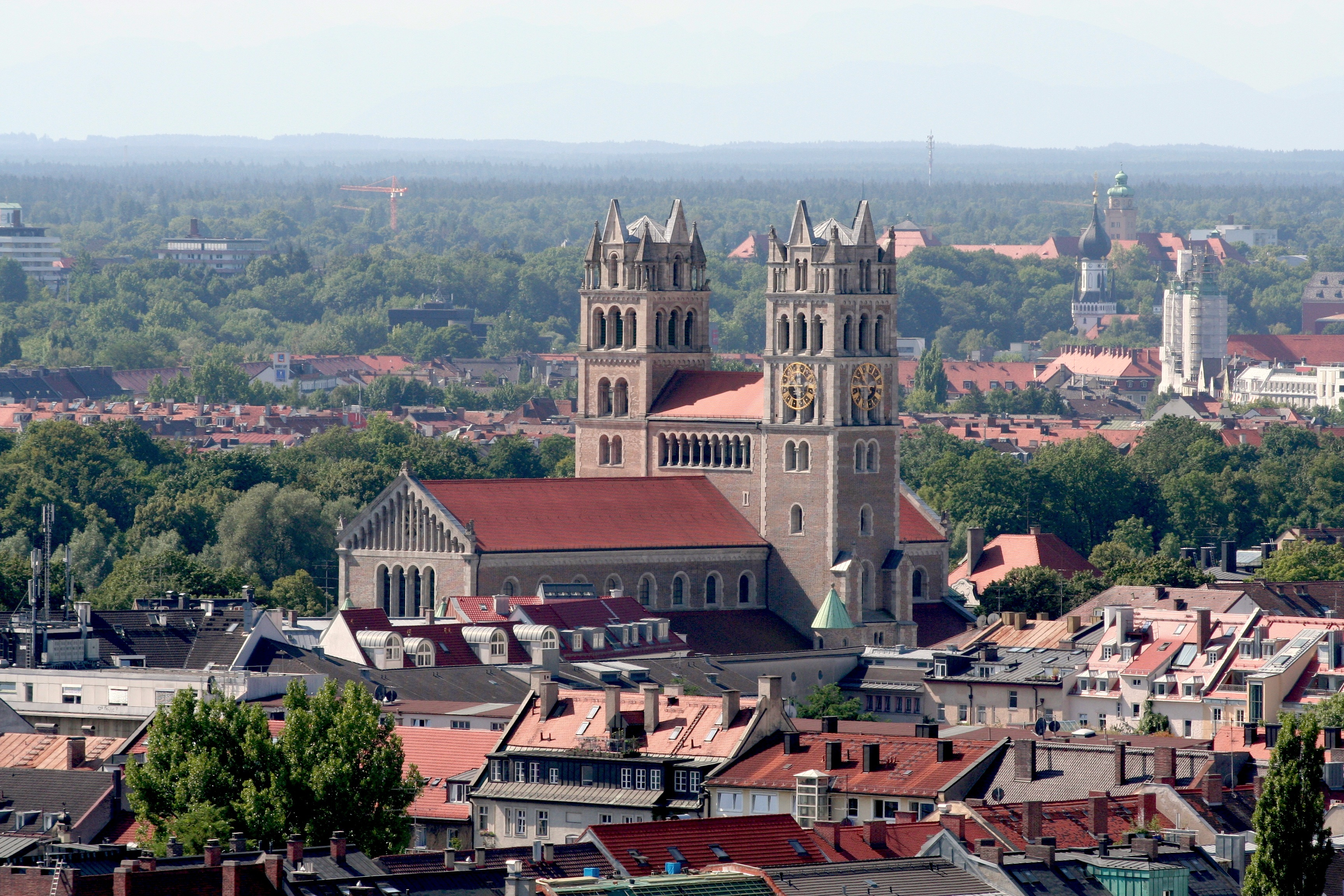
St. Maximilian
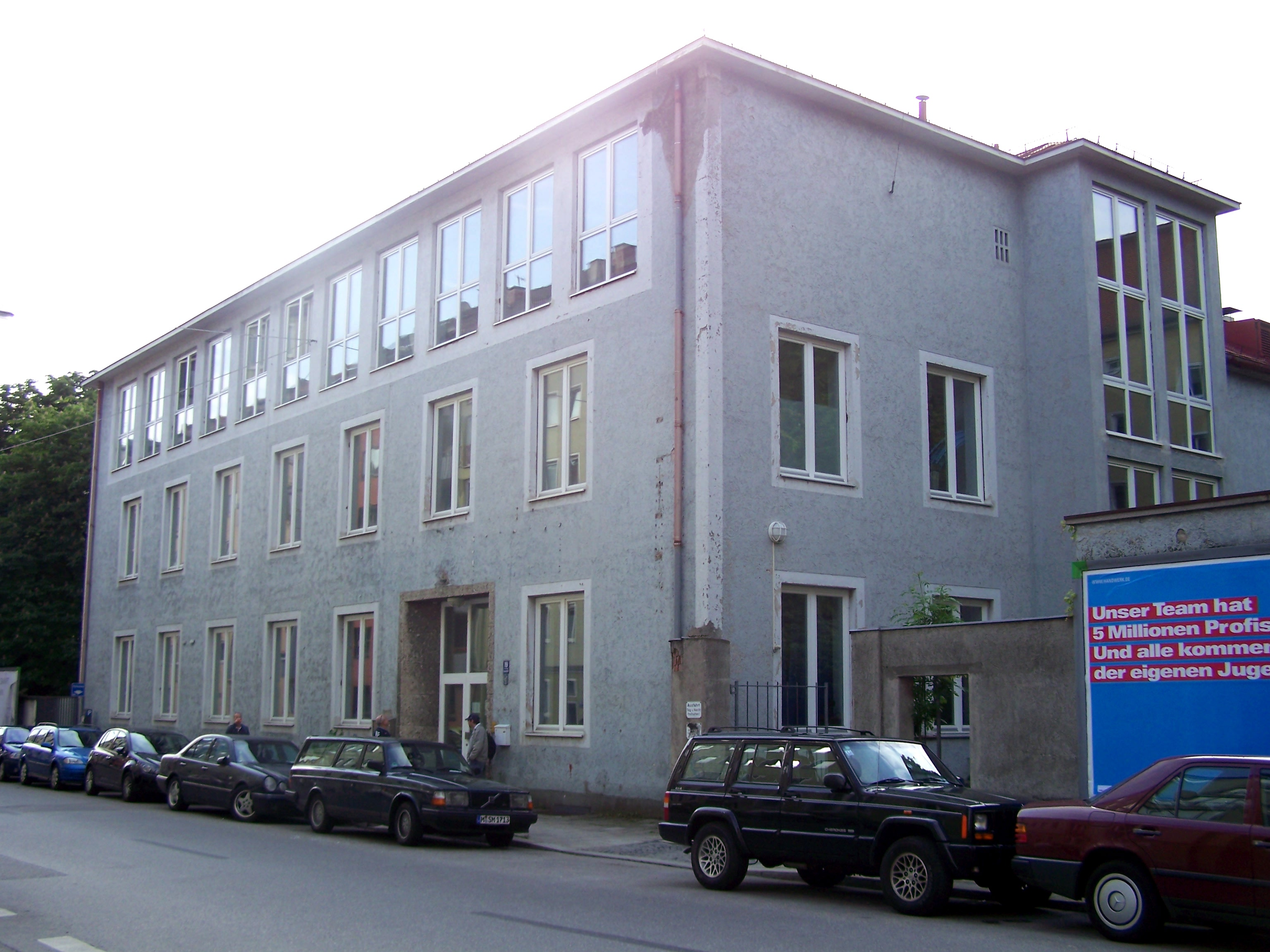
Auenstraße 19
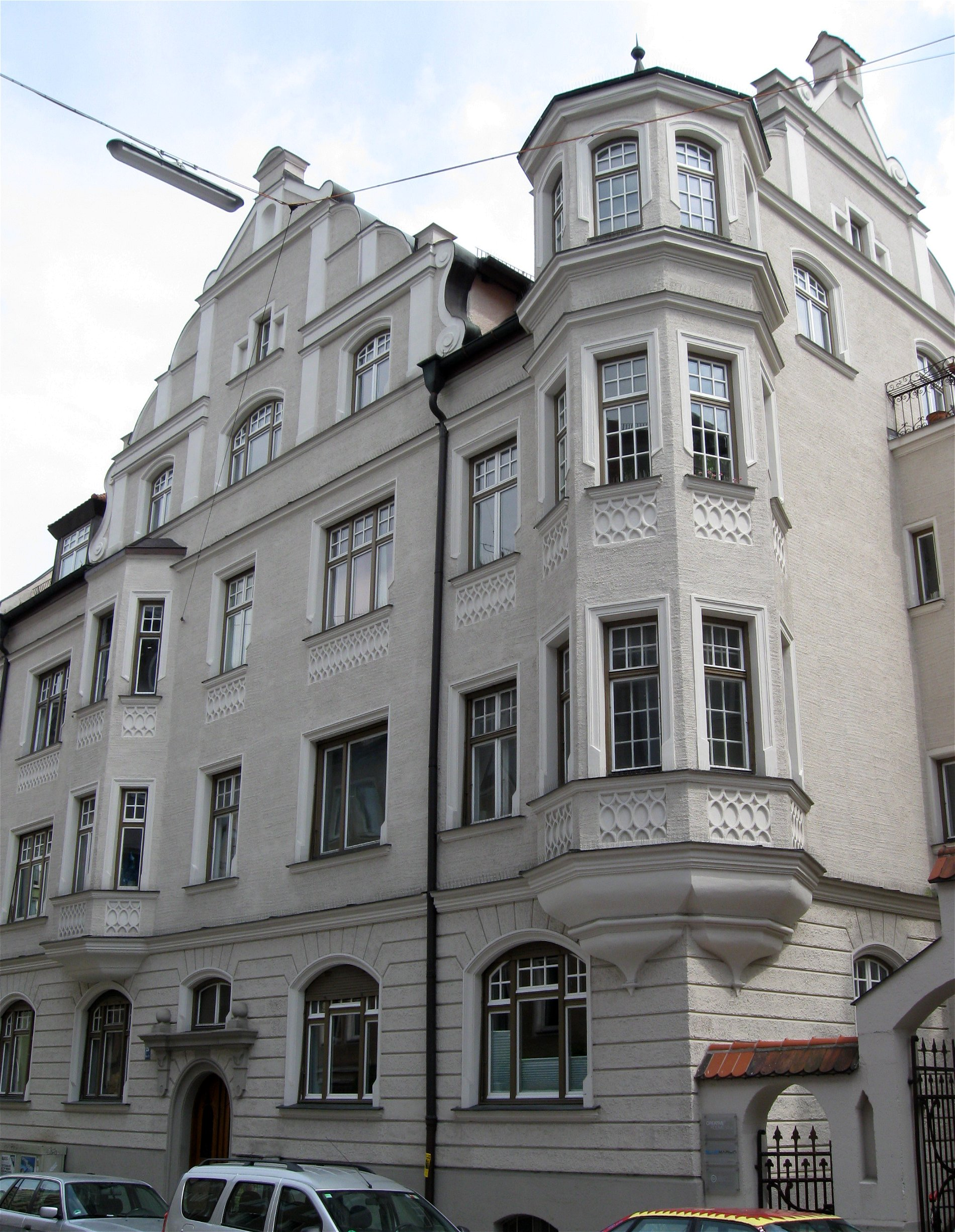
Auenstraße 23
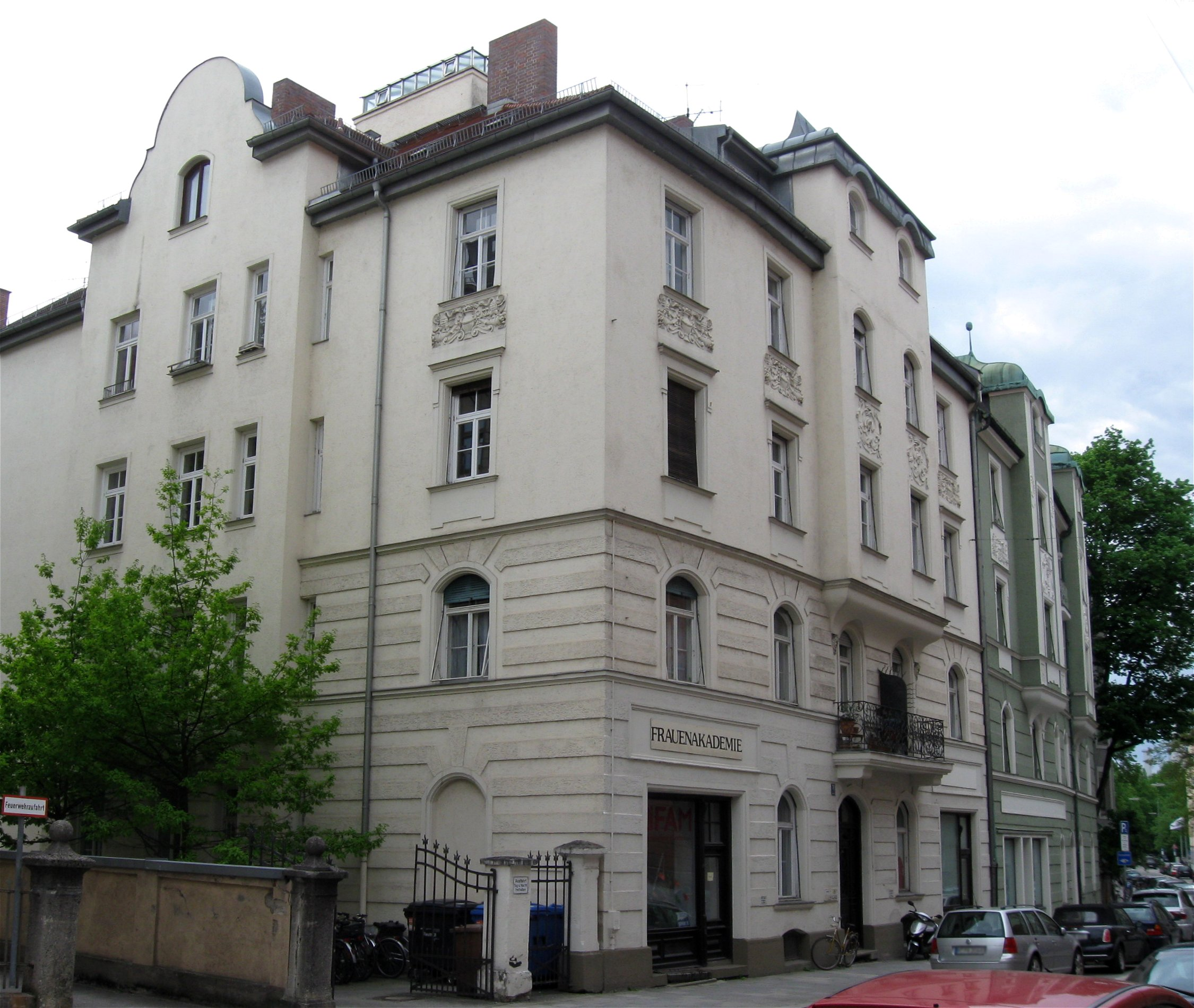
Auenstraße 31
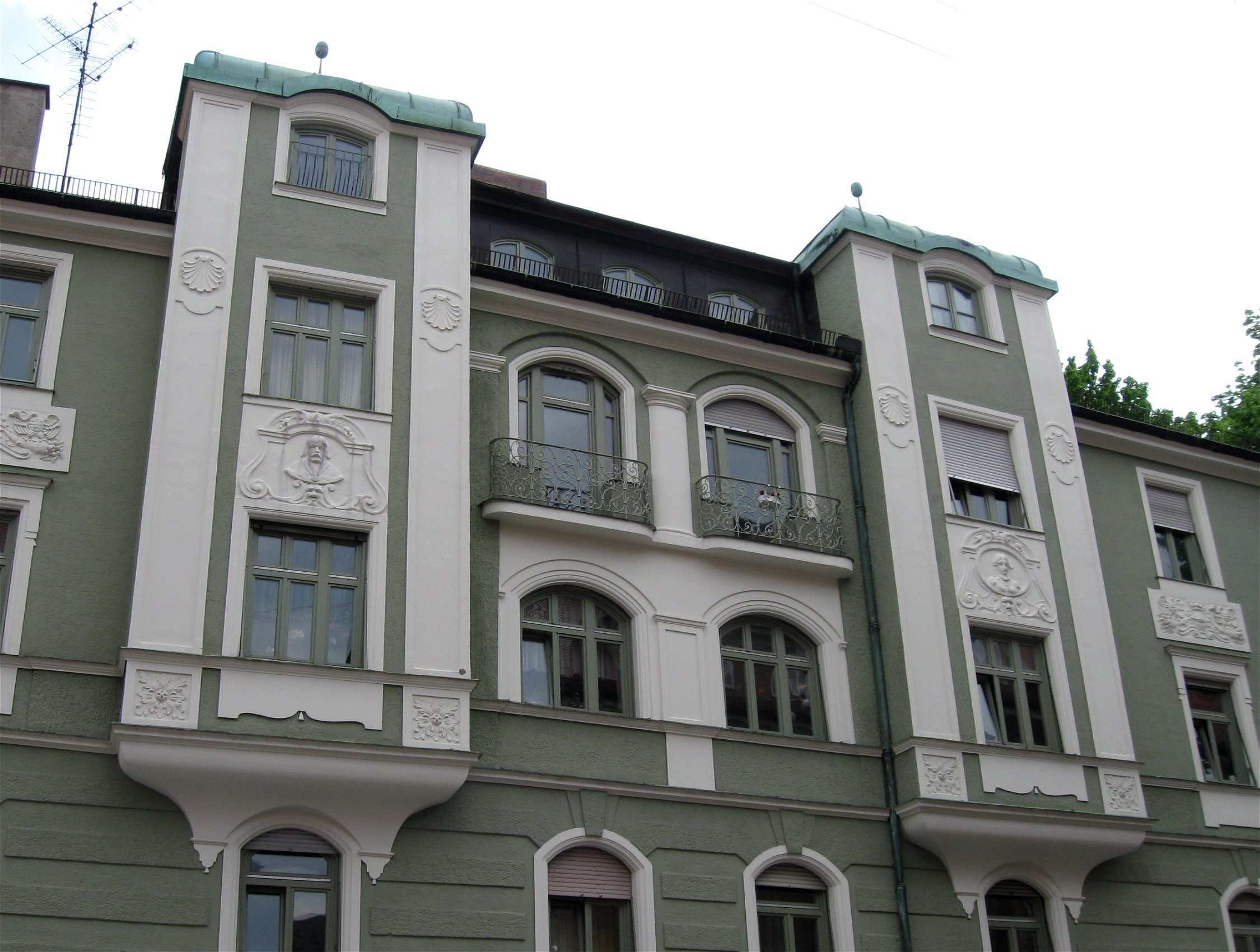
Auenstraße 33
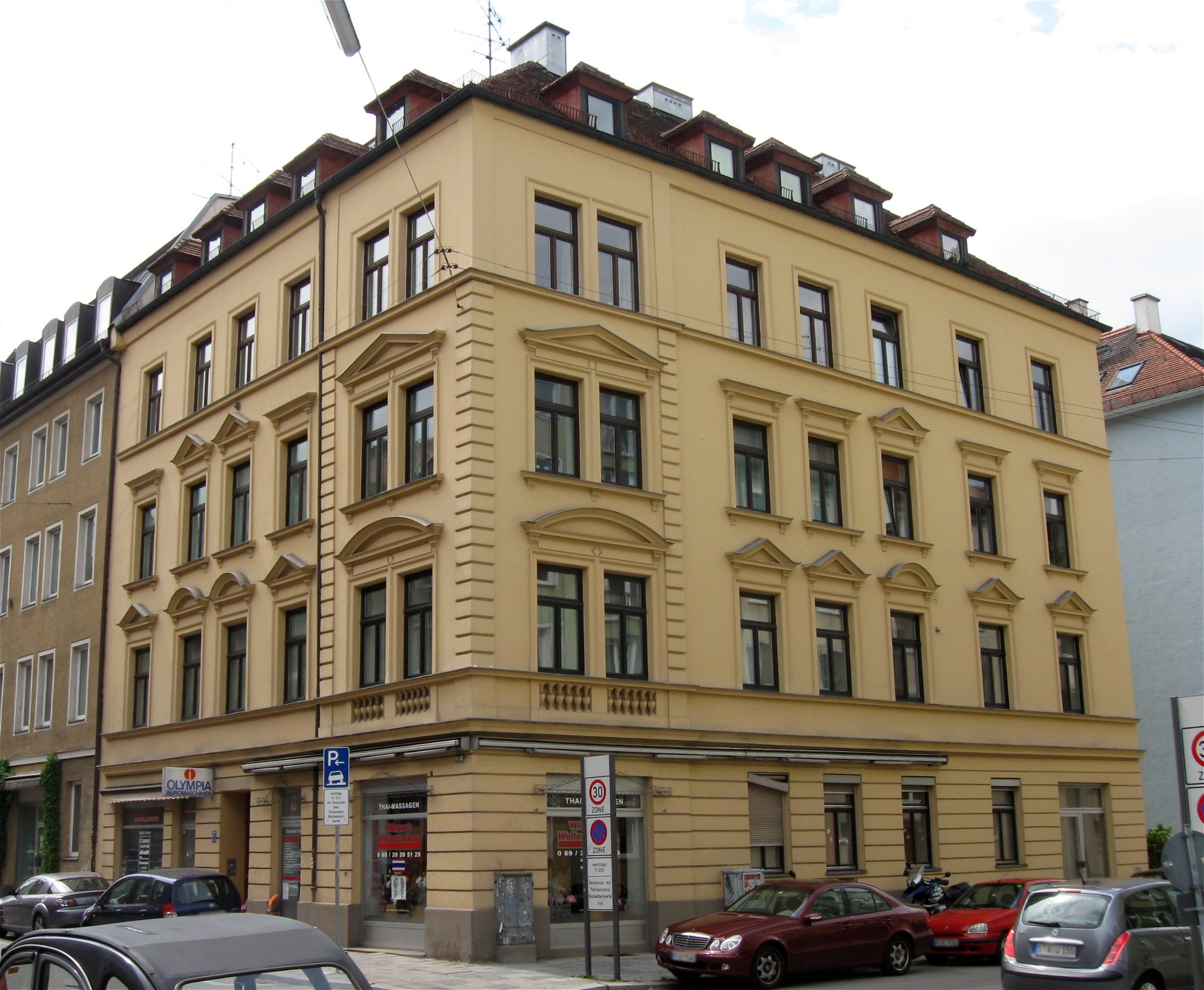
Auenstraße 72
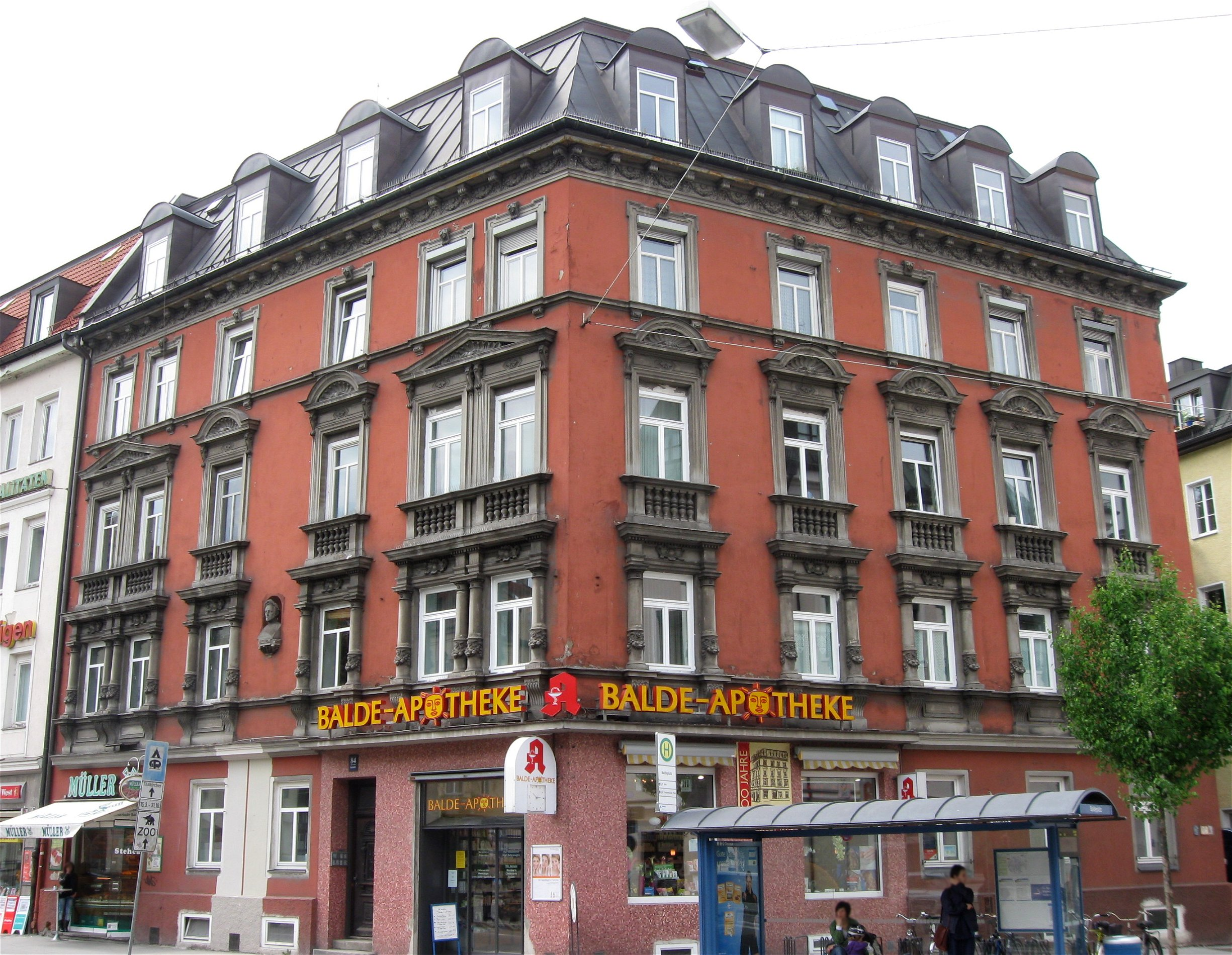
Auenstraße 84
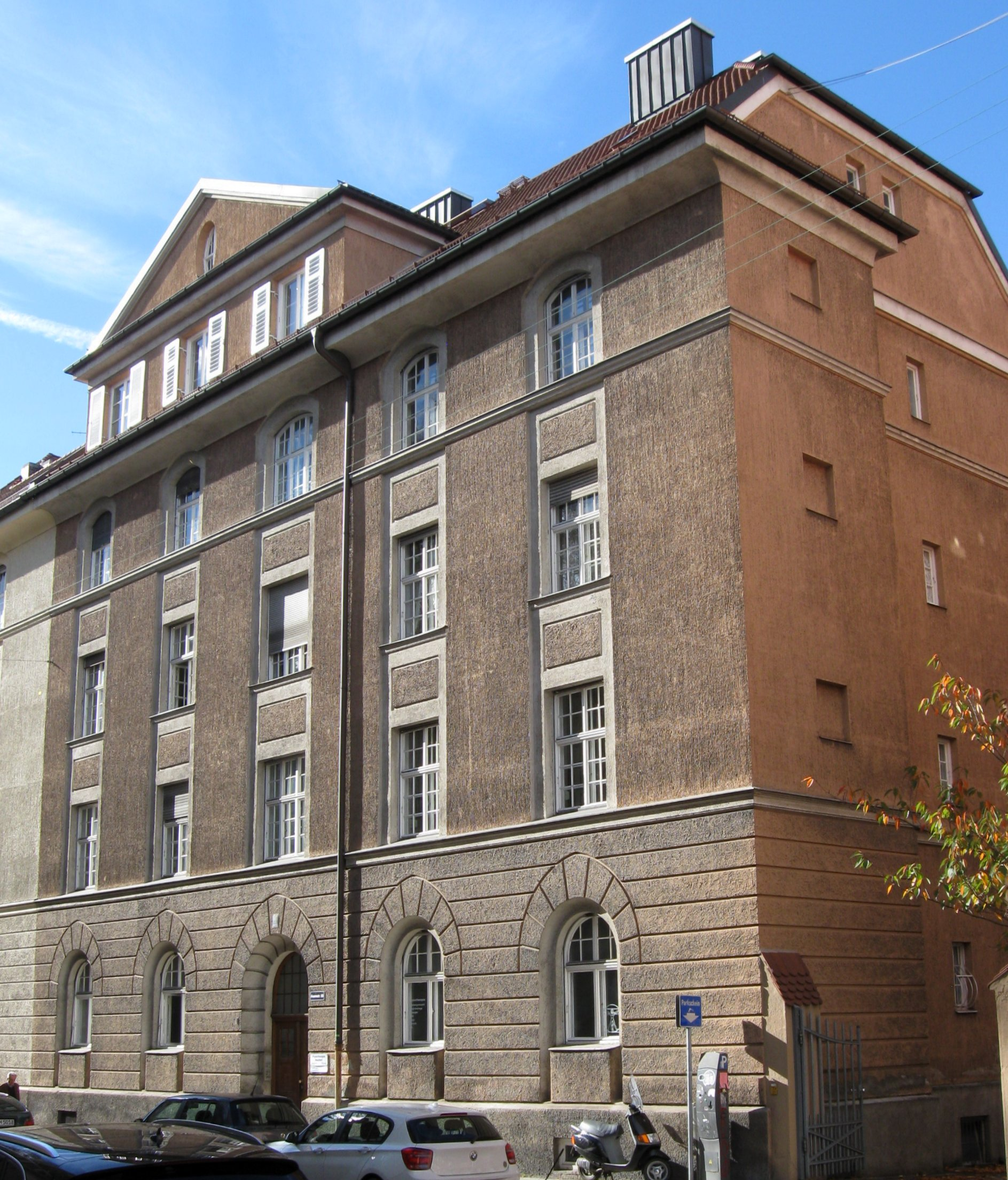
Auenstraße 88

## Geschichte
Die Auenstraße wurde 1876 nach den am linken Isarufer im Glockenbachviertel sich hinziehenden Flussauen benannt.
Zwischen Baum- und Auenstraße befand sich zwischen zwei Stadtbächen gelegen das alte Brech- und Pesthaus für Schwerkranke.